# Ozera, Ohtîrka
Ozera (în ucraineană Озера) este un sat în comuna Komîși din raionul Ohtîrka, regiunea Sumî, Ucraina.

## Demografie
Componența lingvistică a localității Ozera
     Ucraineană (100%)
Conform recensământului din 2001, toată populația localității Ozera era vorbitoare de ucraineană (100%).